# Jonesborough
Jonesborough é uma cidade  localizada no estado norte-americano de Tennessee, no Condado de Washington.

## Demografia
Segundo o censo norte-americano de 2000, a sua população era de 4168 habitantes.
Em 2006, foi estimada uma população de 4721, um aumento de 553 (13.3%).

## Geografia
De acordo com o United States Census Bureau tem uma área de
11,2 km², dos quais 11,2 km² cobertos por terra e 0,0 km² cobertos por água. Jonesborough localiza-se a aproximadamente 516 m acima do nível do mar.

## Localidades na vizinhança
O diagrama seguinte representa as localidades num raio de 16 km ao redor de Jonesborough.